# 南西航空警戒管制団
南西航空警戒管制団（なんせいこうくうけいかいかんせいだん、英称：Southwestern Aircraft Control & Warning Wing）とは、航空総隊隷下の南西航空方面隊に属している航空警戒管制団である。司令部は那覇基地（沖縄県那覇市）に所在している。南西防衛区域（トカラ列島～先島諸島地域）の領空や周辺空域をレーダーで監視しており、領空侵犯の恐れのある国籍不明機を発見した場合には、第9航空団などに緊急連絡を行うとともに、スクランブル発進（緊急発進）した要撃機の誘導（地上要撃管制）を行っている。2017年（平成29年）7月1日、南混団の航空方面隊への昇格とともに航空警戒管制団に改編された。

## 沿革
- 1972年（昭和47年）
  - 5月15日：沖縄返還
  - 10月1日：与座岳分遣隊を編成・派遣[2]
  - 10月11日：「臨時沖縄航空警戒管制隊」を新編、久米島分遣隊を編成。アメリカ空軍第623航空警戒管制中隊(623rd Aircraft Control & Warning Squadron)と協力し、警戒任務の移管準備[2]
  - 12月31日：沖永良部島のレーダー機材、アメリカ軍第623航空警戒管制中隊第4分遣隊(623AC&W Det4)より移管、第55警戒群を新編[3]
- 1973年（昭和48年）
  - 2月15日：623AC&W Det1よりレーダ機材移管、第53警戒群を新編[2][3]
  - 3月30日：623AC&W Det3よりレーダ機材移管、与座岳分遣隊を改編し第56警戒群を新編[2][3]
  - 5月15日：623AC&W Det2よりレーダ機材移管、久米島分遣隊を改編し第54警戒群を新編[2][3][4]
  - 10月16日：南西航空混成団の編成に伴い、その隷下に編入、臨時沖縄航空警戒管制隊から「南西航空警戒管制隊」に改編・改称[2]
- 1978年（昭和53年）10月：奄美通信隊が隷下に異動[2]
- 1982年（昭和57年）10月1日：第4移動警戒隊編成[2]
- 2003年（平成15年）3月27日：第54警戒群を第54警戒隊に改編
- 2017年（平成29年）7月1日：南西航空混成団の航空方面隊昇格に伴い、「南西航空警戒管制団」に改編[5]
- 2021年（令和03年）7月1日：第56警戒群を第56警戒隊[6]に改編。
- 2022年（令和04年）4月1日：第53警戒隊に与那国分遣班を新編[7]

## 部隊編成

防空監視所（固定レーダー基地）配置。数字は警戒群・隊

特記ないものは那覇基地内に所在している。
- 南西航空警戒管制団司令部
  - 南西防空管制群
    - 防空管制隊
    - 警戒通信隊

  - 第53警戒隊（宮古島分屯基地）
    - 与那国分遣班（与那国駐屯地）

  - 第54警戒隊（久米島分屯基地）
  - 第55警戒隊（沖永良部島分屯基地）
  - 第56警戒隊（与座岳分屯基地）
  - 第4移動警戒隊
  - 奄美通信隊（奄美大島分屯基地）
  - 整備隊

## 司令部
- 監理部
- 人事部
- 防衛部
- 装備部
- 安全班
- 衛生班

## 主要幹部
| 官職名                 | 階級    | 氏名     | 補職発令日     | 前職                                  |
| ---------------------- | ------- | -------- | -------------- | ------------------------------------- |
| 南西航空警戒管制団司令 | 空将補  | 杉谷康征 | 2025年08月01日 | 航空幕僚監部人事教育部募集・援護課長  |
| 副司令                 | 1等空佐 | 岩井田智 | 2023年02月19日 | 西部航空警戒管制団西部防空管制群司令  |
| 南西防空管制群司令     | 1等空佐 | 上田和人 | 2025年03月24日 | 航空幕僚監部防衛部防衛課 防衛協力班長 |

| 南西航空警戒管制隊司令（1等空佐） | 南西航空警戒管制隊司令（1等空佐） | 南西航空警戒管制隊司令（1等空佐） | 南西航空警戒管制隊司令（1等空佐） | 南西航空警戒管制隊司令（1等空佐）                          | 南西航空警戒管制隊司令（1等空佐）                                                      |
| 代                                | 氏名                              | 在職期間                          | 出身校・期                        | 前職                                                       | 後職                                                                                   |
| --------------------------------- | --------------------------------- | --------------------------------- | --------------------------------- | ---------------------------------------------------------- | -------------------------------------------------------------------------------------- |
| 01                                | 澤榮一                            | 1973年10月16日 - 1974年01月31日   | 陸士51期                          | 臨時沖縄航空警戒管制隊司令                                 | 航空自衛隊幹部学校勤務 →1974年3月16日 航空自衛隊調査隊長                               |
| 02                                | 日野駐八郎                        | 1974年02月01日 - 1975年07月15日   | 陸士57期                          | 第3航空団副司令                                            | 南西航空混成団司令部幕僚長                                                             |
| 03                                | 岩瀬秀男                          | 1975年07月16日 - 1977年03月15日   | 陸航士59期                        | 航空自衛隊幹部候補生学校 第2教育部長                       | 航空自衛隊補給統制処勤務 →1977年7月1日 補給統制処付 →1977年10月20日 停年退職           |
| 04                                | 橋本潔                            | 1977年03月16日 - 1979年03月15日   | 海兵75期                          | プログラム管理隊長                                         | 北部航空警戒管制団司令                                                                 |
| 05                                | 鈴木六郎                          | 1979年03月16日 - 1981年02月16日   | 東北学院専門・ 5期幹候（陸）      | 中部航空警戒管制団 中部防空管制群司令                      | 北部航空警戒管制団司令                                                                 |
| 06                                | 篠崎昭廣                          | 1981年02月17日 - 1983年07月31日   | 小倉外事専門                      | 統合幕僚会議事務局第2幕僚室勤務                            | 航空自衛隊幹部学校勤務 →1983年11月1日 幹部学校付 →1984年2月5日 停年退職 （空将補昇任） |
| 07                                | 西牟田道由                        | 1983年08月01日 - 1983年11月09日   | 鹿児島大学 昭和29年卒             | 統合幕僚学校学校教官                                       | 官吏死亡（1983年11月9日） （空将補昇任）                                               |
| 08                                | 増田久                            | 1983年11月15日 - 1986年03月16日   | 千葉商科大学・ 7期幹候            | 航空自衛隊幹部学校勤務                                     | 航空自衛隊幹部候補生学校副校長                                                         |
| 09                                | 古井徳松                          | 1986年03月17日 - 1987年07月06日   | 早稲田大学・ 21期幹候             | 航空幕僚監部防衛部調査第1課長                              | 北部航空警戒管制団司令 （空将補昇任）                                                  |
| 10                                | 森寛太郎                          | 1987年07月07日 - 1989年03月15日   | 防大3期                           | 統合幕僚会議事務局第5幕僚室 防衛計画調整官 兼 総括班長     | 航空自衛隊第4術科学校副校長                                                            |
| 11                                | 山岡靖義                          | 1989年03月16日 - 1990年07月08日   | 関西大学・ 28期幹候               | 航空幕僚監部監理部法務課長                                 | 北部航空警戒管制団司令                                                                 |
| 12                                | 中山義民                          | 1990年07月09日 - 1992年03月31日   | 防大5期                           | 航空総隊司令部防衛部防衛課長                               | 退職（空将補昇任）                                                                     |
| 13                                | 松岡功                            | 1992年04月01日 - 1993年11月30日   | 防大6期                           | 統合幕僚会議事務局第1幕僚室 企画調整官 兼 企画班長         | 航空自衛隊幹部学校教育部長                                                             |
| 14                                | 高間庄一                          | 1993年12月01日 - 1995年03月31日   | 防大9期                           | 統合幕僚会議事務局第3幕僚室 通信電子調整官 兼 通信電子室長 | 防衛研究所第1研究部第4研究室長                                                         |
| 15                                | 中村新三郎                        | 1995年04月01日 - 1996年12月15日   | 防大7期                           | 防空指揮群司令 兼 府中基地司令                             | 退職（空将補昇任）                                                                     |
| 16                                | 長嶋浩                            | 1996年12月16日 - 1998年07月31日   | 防大9期                           | 防空指揮群司令 兼 府中基地司令                             | 退職（空将補昇任）                                                                     |
| 17                                | 貝吹孝夫                          | 1998年08月01日 - 2000年03月31日   | 防大11期                          | 航空自衛隊幹部候補生学校副校長                             | 退職（空将補昇任）                                                                     |
| 18                                | 田中保                            | 2000年04月01日 - 2001年01月10日   | 防大13期                          | 第1高射群司令                                              | 航空自衛隊第5術科学校長 （空将補昇任）                                                 |
| 19                                | 石井光政                          | 2001年01月11日 - 2002年07月31日   | 防大17期                          | 航空幕僚監部防衛部通信電子課長                             | 航空総隊司令部総務部長                                                                 |
| 20                                | 藤本経洋                          | 2002年08月01日 - 2003年11月30日   | 防大16期                          | 航空支援集団司令部防衛部長                                 | 航空気象群司令                                                                         |
| 21                                | 井上勝                            | 2003年12月01日 - 2005年07月27日   | 防大19期                          | 航空幕僚監部防衛部情報通信課長                             | 航空自衛隊第2術科学校長 （空将補昇任）                                                 |
| 22                                | 射場義彦                          | 2005年07月28日 - 2007年07月02日   | 防大21期                          | 情報本部緊急・動態部長                                     | 防空指揮群司令 兼 府中基地司令                                                         |
| 23                                | 岩下寛                            | 2007年07月03日 - 2009年03月31日   | 防大23期                          | 防衛研究所主任研究官                                       | 防衛大学校防衛学教育学群長 兼 防衛大学校教授                                           |
| 24                                | 日吉章夫                          | 2009年04月01日 - 2011年07月31日   | 防大24期                          | 情報本部画像・地理部長                                     | 防空指揮群司令 兼 府中基地司令                                                         |
| 25                                | 加減幸良                          | 2011年08月01日 - 2013年03月31日   | 防大27期                          | 航空幕僚監部防衛部情報通信課長                             | 航空システム通信隊司令                                                                 |
| 26                                | 中村俊一                          | 2013年04月01日 - 2014年11月30日   | 防大27期                          | 航空教育隊副司令                                           | 航空自衛隊幹部学校教育部長                                                             |
| 27                                | 秋山圭太郎                        | 2014年12月01日 - 2016年06月30日   | 防大31期                          | 航空幕僚監部防衛部施設課長                                 | 統合幕僚監部報道官 （空将補昇任）                                                      |
| 28                                | 横尾広                            | 2016年07月01日 - 2017年06月30日   | 日本大学・ 80期幹候               | 情報本部画像・地理部長                                     | 南西航空警戒管制団司令 （空将補昇任）                                                  |
| 南西航空警戒管制団司令（空将補）  |                                   |                                   |                                   |                                                            |                                                                                        |
| 01                                | 横尾広                            | 2017年07月01日 - 2019年03月31日   | 日本大学・ 80期幹候               | 南西航空警戒管制隊司令                                     | 航空自衛隊第5術科学校長                                                                |
| 02                                | 伊藤顕                            | 2019年04月01日‐ 2020年08月24日    | 防大33期                          | 航空幕僚監部総務部総務課長                                 | 統合幕僚監部報道官                                                                     |
| 03                                | 松﨑勇樹                          | 2020年08月25日 - 2022年12月22日   | 下関市立大学・ 82期幹候           | 航空幕僚監部運用支援・情報部 情報課長                      | 防衛装備庁プロジェクト管理部 プロジェクト管理総括官                                    |
| 04                                | 世良達裕                          | 2022年12月23日 - 2025年07月31日   | 防大39期                          | 航空幕僚監部人事教育部厚生課長                             | 航空自衛隊幹部学校航空研究センター長                                                   |
| 05                                | 杉谷康征                          | 2025年08月01日 -                  |                                   | 航空幕僚監部人事教育部 募集・援護課長                      |                                                                                        |